# Stammliste des Hauses Runkel

Wappen der Herren von Runkel

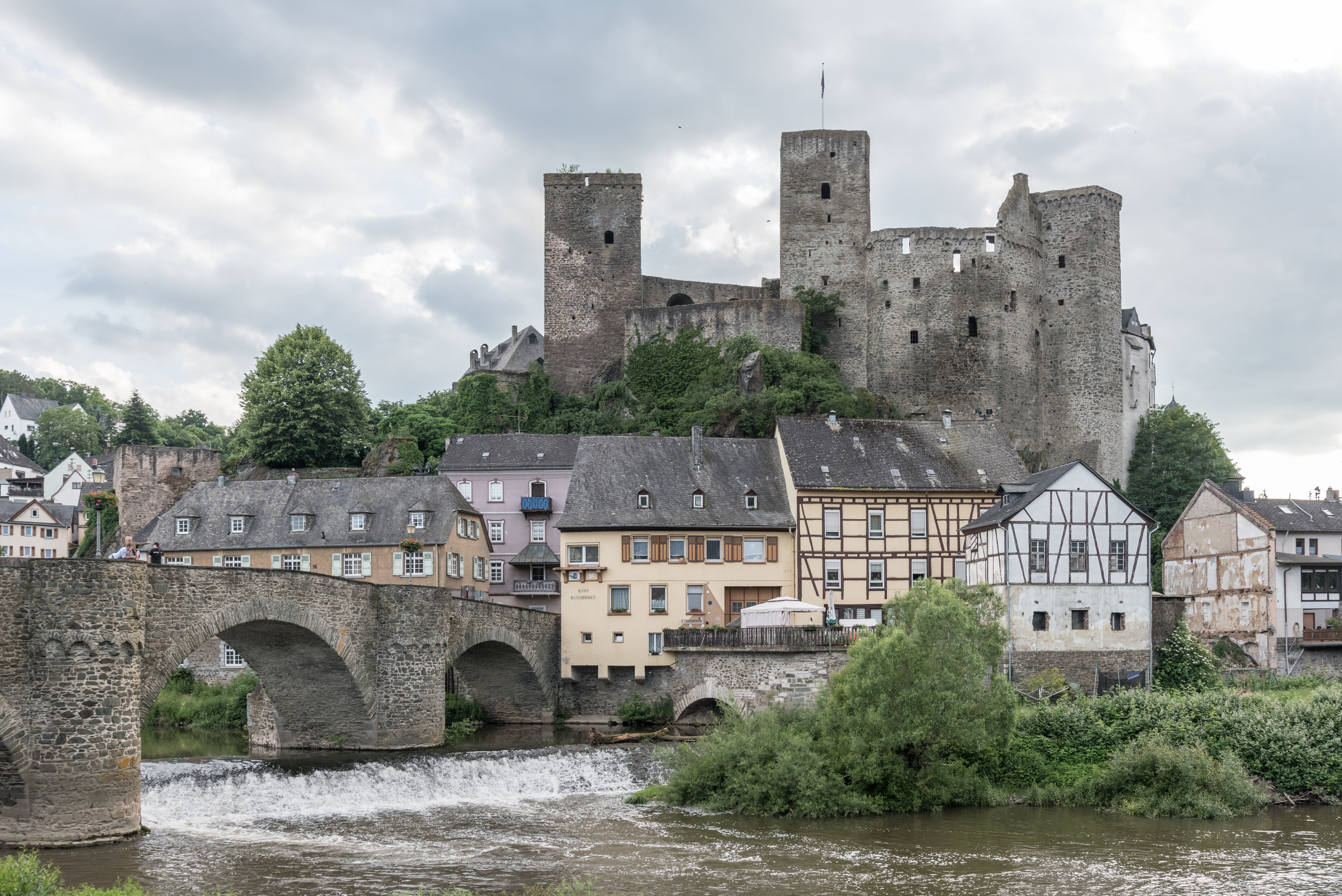
Burg Runkel

## Stammliste des Hauses Runkel
1. Siegfried I. von Runkel (1159 belegt), Herr von Runkel
  1. Siegfried II. von Runkel (1181 belegt), Herr von Runkel
    1. Siegfried III. von Runkel und Westerburg (1191 und 1221 belegt), Herr von Runkel und Westerburg, ⚭ Dorothea von Leiningen
      1. Sophie ( um 1240; † 26.3.1266), ⚭ Bruno III. Graf von Isenburg-Braunsberg-Wied (* um 1230; † 1279), 1250 Herr zu Braunsberg
      2. Siegfried IV. von Runkel († 1266 in Westerburg), Herr von Westerburg; → Nachfahren siehe unten, Linie Runkel-Westerburg
      3. Hermann († vor 1215)
      4. Dietrich I. von Runkel (1226 belegt), Herr von Runkel
        1. Siegfried V. von Runkel (1288 belegt), Herr von Runkel, ⚭ vor dem 17. Dezember 1263 Margareta von Weilnau
          1. Dietrich II. von Runkel († 1352), Herr von Runkel, 1315 Herr von Burg Kalsmunt, ⚭ Agnes von Daun
            1. Siegfried VI. von Runkel († vor 1342), Herr von Runkel, ⚭ Anna von Diez
              1. Dietrich III. von Runkel († 1402), Herr von Runkel, 1397 Herr von Weilnau ⚭ Jutta von Sayn
                1. Friedrich III. von Runkel († vor 1417), Herr von Runkel, ⚭ Irmgard von Rollingen
                2. Siegfried VIII. von Runkel (1396/1438 belegt), Herr von Runkel
                3. Dietrich IV. von Runkel († nach 22. Februar 1462), ab 1414 Erbamtmann von Andernach, um 1427 Herr von Runkel, ⚭ Anastasia von Isenburg-Wied, Gräfin von Wied, Mitherrin von Isenburg; → Nachfahren siehe unten, Ältere Linie Wied-Runkel
                4. Elsa († vor 1420), ⚭ I) 1397 Walter von Kronenberg († 1400), ⚭ II) vor 3. Juli 1415 Reinhard von Westerburg
                5. Jutta, ⚭ Konrad von Bikkenbach

              2. Friedrich II. († 1375)
              3. Siegfried VII. (1397 belegt)

            2. Friedrich I. (1331/1370 belegt)
            3. Heinrich (1331/1362 belegt), 1351 nassauischer Burgmann von Weilburg
            4. Uda (1327 belegt)
            5. Margareta, 1360 Äbtissin von St. Thomas an der Kyll

          2. Siegfried († 1327), Herr zu Dehren und Freienfeld, Domherr in Würzburg und Mainz
          3. Heinrich (1314/1317 belegt)
          4. Margareta, ⚭ Rennwart von Stralenberg
          5. Elisabeth († vor 1346), 1305 Stiftsdame in Essen, Äbtissin von St. Ursula zu Köln
          6. Gertrud, Stiftsdame in Essen (1305–1327)

        2. Wilhelm (1270 belegt; † 1296)
        3. Elisabeth, Äbtissin von St. Ursula zu Köln (1281–1298)
        4. Bela, Stiftsdame in Essen (1302–1327)

      5. Ida, ⚭ Graf Widekind I. von Battenberg und Wittgenstein

    2. Hermann († vor 1181)
    3. Heinrich (1208 belegt)

  2. Friedrich (1181 belegt)
  3. Mechtild, ⚭ Emicho, Rheingraf

### Linie Runkel-Westerburg
1. Siegfried IV. von Runkel († 1266 in Westerburg), Herr von Westerburg; → Vorfahren siehe oben
  1. Heinrich I. von Westerburg (X 1288 in Worringen), Herr von Westerburg, ⚭ vor Juli 1267 Agnes von Isenburg († nach 1319)
    1. Siegfried von Westerburg († 1315), Herr von Westerburg, ⚭ Adelheid von Solms
      1. Reinhard I. von Westerburg († 1353), Herr von Westerburg, ⚭ I) 1331 Bertha von Falkenstein († 1342), ⚭ II) 1343 Kunigunde von Merenberg
        1. I) Johann I. von Westerburg (* 1332; † 1370), Herr von Westerburg, ⚭ 1353 Kunigunde von Sayn († 1383)
          1. Reinhard II. von Westerburg (* 1354; † 1421), Herr von Westerburg, ⚭ 10. Juni 1373 Gräfin Katharina von Nassau-Wiesbaden († nach 1403)
            1. Reinhard III. von Westerburg († 1449), Herr von Westerburg, ⚭ I) vor 3. Juli 1405 Elsa von Runkel, ⚭ II) 1423 Margareta von Leiningen († 1470)
              1. II) Kuno I. von Westerburg (* 1425; † 1459), Herr von Westerburg, ⚭ 1449 Mechtild von Virneburg († 1483)
                1. Reinhard I. (* 1453; † 1522), Herr von Westerburg, 1481 Graf zu Leiningen-Westerburg, ⚭ I) 1476 Anna von Eppstein († 1483), ⚭ II) 1485 Zymeria von Sayn (* 1469; † 1499); → Nachfahren siehe unten, Linie Leiningen-Westerburg
                2. Johann (* 1456; † 1524), Domherr in Köln
                3. Kuno (* 1459; † 1520), Domherr in Köln
                4. Margareta (* 1455; † 1486), Äbtissin von St. Ursula zu Köln
                5. Katharina (* 1458; † 1486), Nonne in Köln
                6. Mathilde, Nonne in Marienberg (1484–1502)

              2. Kuno (* 1435; † vor 26. August 1449)

          2. Johann II. von Westerburg († 1410), Herr von Westerburg, ⚭ 1396 Anastasia von Leiningen
            1. Kunigunde (1415 belegt), ⚭ 1415 Johann von Isenburg, Graf zu Wied
            2. Anastasia, ⚭ 1428 Philipp von Cronberg († 1453)

          3. Bertha († 1418), ⚭ 1374 Graf Walram II. von Nassau-Wiesbaden-Idstein (* 1354; † 7. November 1393)

        2. I) Adelheid († nach 14. Oktober 1367), ⚭ 1349 Graf Johann zu Sayn († 1409)
        3. I) Gertrud († 1397), ⚭ Graf Gerhard von Diez
        4. II) Siegfried, Domherr in Köln (1353–1404)
        5. II) Hartrad, Domherr in Köln (1353–1387)
        6. II) Johann (1353 belegt)
        7. II) Imagina, Nonne in Rellinghausen (1412 belegt)
        8. II) Kunigunde, Nonne in Köln (1374–1381)

      2. Heinrich (1310/1321 belegt)
      3. Imagina († 1388), ⚭ Graf Heinrich I. von Nassau-Beilstein

    2. Heinrich von Schaumburg († vor 1308), Domherr in Mimburg
    3. Reinhard († 1345), Domherr in Utrecht, Trier, Bonn und Mainz
    4. Willicho († 1337), Abt von Sponheim
    5. Johannes, Domherr in Utrecht (1311/1342 belegt)
    6. Imagina (1308 belegt), ⚭ Walram von Jülich, Herr zu Bergheim
    7. Agnes († vor 1339), ⚭ I) Graf Heinrich von Sponheim († 1310), ⚭ II) um 1310 Graf Rupprecht von Virneburg

  2. Siegfried († 1297), Erzbischof von Köln (1274–1297)
  3. Philipp († kurz vor 25. Februar 1325), Archidiakon von Köln
  4. Reinhard († um 1313), Weihbischof von Köln, Titularbischof von Ephesus
  5. Gerhard (1285/1292 belegt)
  6. Sophie, ⚭ Bruno von Isenburg-Braunsberg
  7. Mechtild, ⚭ Gerhard Truchsess von Alzey
  8. Jutta, 1276 Nonne in Seligenstadt
  9. Agnes, ⚭ Salentin von Isenburg
  10. Adelheid, ⚭ Graf Heinrich von Solms-Braunfels
  11. Elisabeth, Äbtissin in Köln (1281–1298)
  12. N.N. (Tochter), ⚭ Krafto von Greifenstein
  13. Sygewildis, 1292 Äbtissin von Dietkirchen bei Bonn

#### Linie Leiningen-Westerburg
1. Reinhard I. (* 1453; † 1522), Herr von Westerburg, 1481 Graf zu Leiningen-Westerburg, ⚭ I) 1476 Anna von Eppstein († 1483), ⚭ II) 1485 Zymeria von Sayn (* 1469; † 1499); → Vorfahren siehe oben, Linie Runkel-Westerburg
  1. I) Reinhard, Domherr in Köln, Mainz und Trier (* 1479; † 1540)
  2. I) Graf Philipp (* 1483; † 1523)
  3. I) Eva (* 1481; † 1543)
  4. II) Kuno II. (* 1487; † 1547), Graf zu Leiningen-Westerburg, ⚭ 1523 Maria von Stolberg-Wernigerode (* 1507; † 1571)
    1. Philipp I. (* 1527; † 1597), Graf zu Leiningen-Leiningen, ⚭ I) 1551 Amalie von Zweibrücken-Bitsch, Erbin der Reichsgrafschaft Rixingen (* 1537; † 1577), ⚭ II) 1578 Amalie von Daun-Falkenstein (* 1547; † 1608); → Nachfahren siehe unten, Linie Leiningen-Leiningen
    2. Reinhard (* und † 1529)
    3. Reinhard II. (* 1530; † 1584), Graf zu Leiningen-Westerburg, ⚭ 1561 Ottilia von Manderscheid-Blankenheim (* 1536; † 1597)
      1. Albrecht Philipp (* 1567; † 1597), Graf zu Leiningen-Westerburg
      2. Hermann (* 1571; † nach 1600)
      3. Johann Ludwig (* 1572; † 1597), Graf zu Leiningen-Westerburg
      4. Katharina (* 1564; † 1630), ⚭ 1597 Georg Schenk zu Limpurg († 1628)
      5. Walpurgis (* 1565; † 1612)
      6. Elisabeth (* 1568; † 1617), ⚭ 1591 Graf Albrecht VII. von Schwarzburg-Rudolstadt († 1605)
      7. Maria (* 1574; † 1575)
      8. Juliana (* 1576; † jung)

    4. Kuno, Domherr in Köln (* 1532)
    5. Georg I. (* 1533; † 1586), Graf zu Leiningen-Schaumburg, ⚭ 1570 Gräfin Margareta zu Isenburg-Birstein (* 1542; † 1612); → Nachfahren siehe unten, Linie Leiningen-Schaumburg
    6. Heinrich (* 1537; † 1557), Domherr in Strassburg
    7. Katharina (* 1526), Nonne in Rellinghausen und Quedlinburg
    8. Anna (* 1535; † 1590), ⚭ 1561 Graf Dietrich von Manderscheid-Blankenheim († 1577)
    9. Maria (* 1536), ⚭ 1555 Graf Christoph von Beichlingen († 1557)
    10. Elisabeth (* 1547; † 1595)

  5. II) Johann (* 1498), Domherr in Köln, Mainz, Trier und Wetzlar
  6. II) Katharina (* 1489; † 1546)
  7. II) Margareta, Äbtissin von Marienberg 1538
  8. II) Anna († nach 1538), Nonne in Marienberg

##### Linie Leiningen-Leiningen
1. Philipp I. (* 1527; † 1597), Graf zu Leiningen-Leiningen, ⚭ I) 1551 Amalie von Zweibrücken-Bitsch, Erbin der Reichsgrafschaft Rixingen (* 1537; † 1577), ⚭ II) 1578 Amalie von Daun-Falkenstein (* 1547; † 1608); → Vorfahren siehe oben, Linie Leiningen-Westerburg
  1. I) Ludwig (* 1557; † 1622), Graf zu Leiningen-Leiningen, ⚭ 1578 Bernhardine zur Lippe (* 1563; † 1628)
    1. Georg Philipp (* 1579; † 1589)
    2. Simon (* 1584; † 1585)
    3. Johann Kasimir (* 1587; † 1635), Graf zu Leiningen-Leiningen, ⚭ 1617 Gräfin Martha von Hohenlohe-Weikersheim (* 1575; † 1638)
    4. Philipp II. (* 1591; † 1668), Graf zu Leiningen-Rixingen, ⚭ 1618 Agathe Katharina Schenk zu Limpurg (* 1595; † 1664)
      1. Ludwig Eberhard (* 1624; † 1688), Graf zu Leiningen-Rixingen, ⚭ 1650 Gräfin Charlotte von Nassau-Saarbrücken (* 1619; † 1687)
        1. Philipp Ludwig (* 1652; X 1705 bei Cassano), Graf zu Leiningen-Rixingen, ⚭ I) 1673 Louise Gabrielle, Marquise de Rouze († 1698), ⚭ II) 1699 Freiin Sidonie Therese von Eibiswald
          1. Johann Karl (* 1674; † 1700)
          2. Luise († jung)
          3. Sophie († jung)
          4. Charlotte Amalie (* 1679; † 1734), ⚭ 1701 Graf Ferdinand Andreas von Wiser zu Leutershausen († 1751)
          5. Maria Anna

        2. Leopold Ludwig (* 1656; † 1673)
        3. Wilhelm Friedrich (* 1659)
        4. Amalie Katharina (* 1650; † 1654)
        5. Luise Charlotte (* 1654; † 1724), ⚭ 1684 Friedrich Wilhelm, Wild- und Rheingraf zu Dhaun, Graf zu Salm († 1706)
        6. Dorothea Katharina (* 1655; † jung)
        7. Agathe Juliane (* 1657; † jung)

      2. Sophia Katharina (* 1633; † 1635)

    5. Ludwig Emich (* 1595; † 1635), Graf zu Leiningen-Oberbronn, ⚭ 1624 Gräfin Esther von Eberstein (* 1603; † 1682)
      1. Johann Ludwig (* 1625; † 1665), Graf zu Leiningen-Oberbronn, ⚭ 1651 Gräfin Sibylle Christina zu Wied (* 1631; † 1707)
        1. Albrecht Ludwig (* 1641)
        2. Johann Ludwig († 1653)
        3. Johann Friedrich († 1659)
        4. Friedrich Ernst († jung)
        5. Esther Juliane (* 1656; † nach 18. März 1706), ⚭ Baron Ludwig von Sinclair († 1738)
        6. Sophie Sibylle (* 1656; † 1724), ⚭ I) 1678 Graf Johann Ludwig von Leiningen-Dagsburg († 1687), ⚭ II) 1691 Landgraf Friedrich II. von Hessen-Homburg († 1708)
        7. Luise Christine (* 1657)

      2. Anna Magdalena (* 1628; † 1638)
      3. Susanna Elisabeth
      4. Agathe Luise (* 1634; † 1685), ⚭ um 1675 (geschieden 1676) N.N., Baron de Hames

    6. Amalie (* 1581; † 1582)
    7. Ursula Maria (* 1583; † 1638), ⚭ 1606 Maximilian Marschall von Pappenheim († 1639)
    8. Amalie (* 1586; † 1604)
    9. Anastasia (* 1588; † 1656), ⚭ 1624 Graf Konrad Wilhelm von Tübingen († 1630)

  2. I) Johann Wilhelm (* 1552)
  3. I) Kuno († 1563)
  4. I) Philipp († 1567)
  5. I) Kasimir
  6. II) Georg
  7. II) Simon
  8. II) Amalie
  9. II) Ursula
  10. II) Anastasia
  11. II) Anna

##### Linie Leiningen-Schaumburg
1. Georg I. (* 1533; † 1586), Graf zu Leiningen-Schaumburg, ⚭ 1570 Gräfin Margareta zu Isenburg-Birstein (* 1542; † 1612); → Vorfahren siehe oben, Linie Leiningen-Westerburg
  1. Philipp Jakob (* 1572; † 1612), Graf zu Leiningen-Schaumburg
  2. Reinhard II. (* 1574; † 1655), Graf zu Leiningen-Schaumburg, ⚭ 1615 Gräfin Anna zu Solms-Lich (* 1575; † 1634)
    1. Moritz Ernst (* 1619; † 1635)
    2. Marie Juliane (* 1616; † 1657), ⚭ I) 1636 Graf Philipp Ludwig zu Leiningen-Schaumburg (* 1617; † 1637), ⚭ II) um 1639 Graf Friedrich zu Wied „der Ältere“ (* 1618; † 1698)
    3. Margareta Sabine (* und † 1618)

  3. Christoph (* 1575; † 1635), Graf zu Leiningen-Schaumburg, ⚭ I) 1601 Anna Maria Ungnad, Gräfin von Weissenwolff (* 1573; † 1606), ⚭ II) 1611 Gräfin Philippina zu Wied († 1647)
    1. I) Margareta Elisabeth (* 1604; † 1667), ⚭ 1622 Landgraf Friedrich I. von Hessen-Homburg († 1638)
    2. II) Philipp Ludwig (* 1617; † 1637), Graf zu Leiningen-Schaumburg, ⚭ 1636 Gräfin Marie Juliane zu Leiningen-Schaumburg (* 1616; † 1657)
    3. II) Georg Wilhelm (* 10. Juni 1619; † 22. November 1695), Graf zu Leiningen-Schaumburg, ⚭ 7. Mai 1644 Gräfin Sophia Elisabeth zur Lippe (* 31. März 1626; † 23. August 1688)
      1. Wilhelm Christian (* 5. Februar 1645; † 24. Mai 1649)
      2. Simon Philipp (* 4. April 1646; † 28. August 1670)
      3. Friedrich Wilhelm (* 8. September 1648; † 29. Dezember 1688), ⚭ 10. November 1676 Sophie Therese Gräfin Krinecky von Ronow und Biberstein (* 10. Dezember 1660; † 24. Juli 1694)
        1. Johann Friedrich Wilhelm (* 3. März 1681; † 8. Juli 1718), Graf zu Leiningen-Westerburg in Schaumburg, ⚭ 1704 Gräfin Wilhelmine zu Leiningen-Westerburg (* 12. März 1688; † 3. Februar 1775)
          1. Johann Karl Christian (* und † 1709)
          2. Karl Franz Friedrich August (* und † 1717)
          3. Amalie Friederike (* 1707; † 1708)

      4. Karl Ludwig (* 28. September 1652; † 16. Oktober 1652)
      5. Johann Anton (* 15. Januar 1655; † 2. Oktober 1698), Graf zu Leiningen-Westerburg in Schadeck, ⚭ 13. Februar 1692 Gräfin Christiane Luise zu Sayn-Wittgenstein-Vallendar (* 1673; † 25. Februar 1745)
        1. Georg Friedrich (* 5. Februar 1693; † 6. Oktober 1708), Graf zu Leiningen-Westerburg in Schadeck
        2. Sophie Charlotte (* 22. Februar 1695; † 10. Dezember 1762), ⚭ 31. März 1712 Graf Christian Ernst zu Stolberg-Wernigerode (* 2. April 1691; † 25. Oktober 1771)

      6. Christoph Christian (* 11. März 1656; † 17. Mai 1728), Graf zu Leiningen-Westerburg in Altleiningen, ⚭ 6. Juni 1678 Gräfin Julie Elisabeth zur Lippe-Biesterfeld (* 15. Juni 1656; † 29. April 1709); → Nachfahren siehe unten, Linie Leiningen-Westerburg-Altleiningen
      7. Heinrich Adolf (* 17. August 1657; † 20. April 1658)
      8. Georg Ludwig (* 23. Januar 1662; † 25. Februar 1662)
      9. Heinrich Christian Friedrich Ernst (* 1. Februar 1665; X 2. Februar 1702 bei Cremona), ⚭ 20. Juli 1681 Gräfin Albertine Elisabeth zu Sayn-Wittgenstein-Sayn (* 1661; † 26. November 1716)
        1. Albertine Amalie (* 12. Oktober 1686; † 26. März 1723), ⚭ 3. Januar 1715 Graf August von Sayn-Wittgenstein († 27. August 1735)
        2. Wilhelmine Friederike Johanna Luise (* 12. März 1688; † 3. Februar 1775), ⚭ 1704 Graf Johann Friedrich Wilhelm zu Leiningen-Westerburg (* 3. März 1681; † 8. Juli 1718)

      10. Georg II. Karl Ludwig (* 2. März 1666; † 4. Mai 1726), Graf zu Leiningen-Westerburg in Neuleiningen, ⚭ I) 27. Mai 1684 Gräfin Anna Elisabeth Wilhelmine zu Bentheim-Tecklenburg (* 1642; † 1696), ⚭ II) 1697 Freiin Anna Magdalena von Bodenhausen (* 6. Oktober 1660; † 6. September 1709), ⚭ III) 2. Februar 1711 Margareta Christiana Augusta Gräfin von Danneskjöld-Laurvig (* 18. Juli 1694; † 8. Juli 1761); → Nachfahren siehe unten, Linie Leiningen-Westerburg-Neuleiningen
      11. Johanna Walpurgis (* 3. Juni 1647; † 4. November 1687), ⚭ 29. Januar 1672 Herzog August von Sachsen-Weißenfels († 4. Juni 1680)
      12. Maria Christiana (* 28. Januar 1650; † 19. November 1714), ⚭ 22. Oktober 1673 Graf Heinrich III. Reuss zu Lobenstein (* 16. Dezember 1648; † 24. Mai 1710)
      13. Sophia Magdalena (* 23. März 1651; † 17. Oktober 1726), ⚭ 12. Februar 1668 Graf Otto Ludwig von Schönburg-Hartenstein (* 16. September 1643; † 22. November 1701)
      14. Elisabeth Eleonore (* 5. Oktober 1653; † 24. Oktober 1653)
      15. Johanna Elisabeth (* 27. Januar 1659; † 27. März 1708), ⚭ I) 1676 Graf Georg Hermann Reinhard zu Wied-Runkel (* 9. Juli 1640; † 7. Juni 1690), ⚭ II) 1692 Graf Dietrich Adolf von Metternich-Winneburg († 24. Dezember 1695)
      16. Anna Augusta (* 8. April 1660; † 16. Mai 1674)
      17. Angelika Katharina (* 24. April 1663; † nach 1740), ⚭ 26. Juli 1679 Gustav Adolf Graf von Vasaborg (* 21. April 1653; † 4. Juli 1732)
      18. Juliana Eleonore (* 24. Dezember 1667; † Dezember 1742), ⚭ 1683 Graf Franz Ferdinand von Metternich-Winneburg († 14. Juni 1719)
      19. Margareta Sibylla (* April 1669; † 29. Juli 1669)

    4. II) Johanna Sibylle († 1655)
    5. II) Magdalene Elisabeth (* 1613)
    6. II) Amalie
    7. II) Marie
    8. II) Katharina († 1618)
    9. II) Juliana Walpurgis, ⚭ 1660 Freiherr Dodo Moritz von Innhausen und Knyphausen († 1703)
    10. II) Margareta (* 1617; † 1622)
    11. II) Anna Sophie († 1632)
    12. II) Juliane Katharine
    13. II) Ursula

###### Linie Leiningen-Westerburg-Altleiningen
1. Christoph Christian (* 11. März 1656; † 17. Mai 1728), Graf zu Leiningen-Westerburg in Altleiningen, ⚭ 6. Juni 1678 Gräfin Julie Elisabeth zur Lippe-Biesterfeld (* 15. Juni 1656; † 29. April 1709); → Vorfahren siehe oben, Linie Leiningen-Schaumburg
  1. Georg Hermann (* 21. März 1679; † 4. Februar 1751), Graf zu Leiningen-Westerburg in Altleiningen, ⚭ I) 26. Februar 1712 Gräfin Auguste Wilhelmine Philippine zur Lippe-Alverdissen (* 15. Juni 1693; † 29. April 1721), ⚭ II) 24. Dezember 1724 Charlotte Wilhelmine Gräfin und Erbmarschallin zu Pappenheim (* 5. Juni 1708; † 10. Januar 1792)
    1. Christian Johann (* 31. August 1730; † 20. Februar 1770), Graf zu Leiningen-Westerburg in Altleiningen, ⚭ 5. Dezember 1754 Christiane Franziska Eleonore, Wild- und Rheingräfin zu Grumbach, Gräfin zu Salm (* 10. August 1735; † 29. November 1809)
      1. Christian Karl (* 18. September 1757; † 1. Dezember 1811), Graf zu Leiningen-Westerburg in Altleiningen
      2. Friedrich (* 1. August 1758; † 11. Oktober 1758)
      3. Karl Friedrich Ludwig (* 26. Dezember 1760; † 16. Februar 1761)
      4. Friedrich I. Ludwig Christian (* 2. November 1761; † 9. August 1839), Graf zu Leiningen-Westerburg in Altleiningen, ⚭ I) 1792 (geschieden 1798) Charlotte Bernhardine Wilhelmine Christine von Zech und Rautenburg (* 1777; † 1841), ⚭ II) 1813 Eleonore Marie Breitwieser, Herrin von Brettwitz (* 2. Januar 1781; † 24. November 1841)
        1. II) Friedrich II. Eduard (* 20. Mai 1806; † 5. Juni 1868), Graf zu Leiningen-Westerburg in Altleiningen, ⚭ 28. Dezember 1830 Freiin Henriette von und zu Egloffstein (* 22. November 1805; † 2. Januar 1870)
          1. Marie (* 30. September 1831; † 4. April 1863), ⚭ 1862 Viktor August zu Leiningen-Westerburg-Altleiningen (* 1. Januar 1821; † 19. Februar 1880)
          2. Dorette (* 25. Oktober 1832; † 16. Juni 1833)

        2. Johann Ludwig (* 6. Juni 1807; † 31. Oktober 1864), ⚭ 1850 Freiin Hermine von und zu Stadl-Kornberg (* 7. September 1815; † 7. September 1869)
          1. Friedrich III. Wipprecht Franz (* 30. Dezember 1852; † 7. Februar 1916), Graf zu Leiningen-Westerburg in Altleiningen, ⚭ I) 1875 (geschieden 1895) Olga von Braillard (* 13. Januar 1850; † 20. Oktober 1937), ⚭ II) 1907 Freiin Marie Schluga von Rastenfeld (* 26. Dezember 1884)
            1. Gustav Friedrich Oskar (* 8. Februar 1876; † 23. Juli 1929), Graf zu Leiningen-Westerburg in Altleiningen, ⚭ I) 1902 (geschieden 1907) Ottilie Hurnans (* 18. Oktober 1882), ⚭ II) 1908 (geschieden 1921) Kreszentia Fichtner (* 6. August 1883), ⚭ III) 1921 (geschieden 1923) Emma Müller (* 20. November 1894; † 24. Juli 1925), ⚭ IV) 1924 Hedwig Brehmer (* 4. April 1897)
            2. Ernst Hesso Victor (* 4. Mai 1877; † 14. Januar 1890)
            3. Eleonore Margarete Ernestine Olga (* 6. März 1880; † 8. November 1942)
            4. Hilda (* 4. Januar 1886; † 1974), ⚭ 1910 Roland Harris

          2. Hesso (* 5. Mai 1855; † 8. Juni 1885), ⚭ Margareta Meyer (* 20. April 1858; † 7. August 1912)
            1. Hessolda (* 9. August 1885; † 15. Januar 1931), ⚭ 1923 Alfred Schnabel († 12. Dezember 1924)

          3. Gabriele (* 15. Juli 1851; † 9. Januar 1857)
          4. Victoria Hermine Mathilde (* 18. September 1859; † 14. Februar 1933)

        3. Georg August (* 10. August 1815; † 19. Januar 1850), ⚭ 1843 Cattina Medanic (* 25. August 1824; † 5. Oktober 1864)
          1. Emich Friedrich Thomas (* 10. August 1846; † 6. Juli 1906), ⚭ I) 1869 (geschieden 1872) Marie Fischl (* 1. Juli 1850), ⚭ II) 1906 Hedwig von Nordeck (* 27. Oktober 1877; † 15. Oktober 1922)
          2. Charlotte (* 22. April 1844), ⚭ 1863 Gustav Maria Cosulich de Pecine († 3. Mai 1887)
          3. Fanny (* 8. April 1848; † 8. Mai 1890)

        4. Karl August (* 11. April 1819; † 6. Oktober 1849), ⚭ 1844 Erzsébet Sissányi de Törökbecse (* 26. April 1827; † 18. November 1898)
          1. Hermann Casimir (* 11. Juli 1848; † 27. Dezember 1900)
          2. Lise Victorine Constanze Friederike Eleonore (* 19. April 1844; † 26. Januar 1913), ⚭ 1873 William Barwell-Barwell

        5. Viktor August (* 1. Januar 1821; † 19. Februar 1880), ⚭ 1862 (seine Nichte) Gräfin Marie von Leiningen-Westerburg (* 30. September 1831; † 4. April 1863)
          1. Reinhard August Friedrich Christian Graf zu Leiningen-Westerburg in Altleiningen (* 18. März 1863; † 26. Juli 1929), ⚭ I) 1885 Nina Pick (* 2. März 1855), ⚭ II) 1899 Clara Volk (* 12. Januar 1871)

        6. Franziska Amalie (* 12. Mai 1809; † 14. Juli 1837), ⚭ 1826 Freiherr Wilhelm von Ende († 2. November 1875)
        7. Marie Luise (* 27. Juli 1812; † 18. April 1860), ⚭ 1842 (geschieden 1855) Albrecht zu Sayn-Wittgenstein-Hohenstein (* 11. April 1810; † 28. September 1882)
        8. Adriane (* 23. Mai 1817; † 15. Juli 1858), ⚭ 1832 Freiherr Ferdinand von Stein zu Lausnitz († 18. Juli 1875)

      5. Ludwig (* 14. Februar 1763; † 10. April 1763)
      6. Georg Wilhelm Franz (* 29. April 1766; † 1819), ⚭ 1815 Dorothea Franziska Schraud, Herrin von Schrauth
      7. Leopold Christian Karl (* 23. März 1767; † 3. April 1767)
      8. Wilhelm Christian (* 30. April 1768; † 5. Mai 1768)
      9. Charlotte Franziska Christiane (* 28. September 1755; † 11. Januar 1756)
      10. Charlotte Leopoldine Katharina Dorothea (* 7. Oktober 1756; † 19. Oktober 1756)
      11. Charlotte Friederike Franziska (* 19. August 1759; † 22. Januar 1831), ⚭ 17. April 1775 Fürst Christian Heinrich zu Sayn-Wittgenstein-Berleburg (* 12. Dezember 1753; † 4. Oktober 1800)

    2. Friedrich Karl Wilhelm (* 26. Januar 1734; † 17. April 1745)
    3. Christian Ludwig Hermann (* 7. Februar 1736, X 13. Februar 1761)
    4. Dorothea Juliane Sophie (* 18. Juni 1727; † 3. Februar 1757)
    5. Dorothea Karoline Friederike (* 20. Februar 1729; † 5. Februar 1731)

  2. Simon Christoph (* 6. Mai 1680; † 13. Februar 1761)
  3. Karl Christian (* 11. November 1686; † 1. Juni 1752)

###### Linie Leiningen-Westerburg-Neuleiningen
1. Georg II. Karl Ludwig (* 2. März 1666; † 4. Mai 1726), Graf zu Leiningen-Westerburg in Neuleiningen, ⚭ I) 27. Mai 1684 Gräfin Anna Elisabeth Wilhelmine zu Bentheim-Tecklenburg (* 1642; † 1696), ⚭ II) 1697 Freiin Anna Magdalena von Bodenhausen (* 6. Oktober 1660; † 6. September 1709), ⚭ III) 2. Februar 1711 Margareta Christiana Augusta Gräfin von Danneskjöld-Laurvig (* 18. Juli 1694; † 8. Juli 1761); → Vorfahren siehe oben, Linie Leiningen-Schaumburg
  1. II) Georg Wilko Friedrich (* 12. März 1699; † 19. November 1718)
  2. III) Karl Friedrich Ferdinand (* 8. August 1715; † 9. August 1715)
  3. III) Georg Karl I. August Ludwig (* 17. Februar 1717; † 19. März 1787), Graf zu Leiningen-Westerburg in Neuleiningen, ⚭ 7. Mai 1741 Gräfin Johanna Elisabeth Amalie zu Isenburg-Philippseich (* 19. März 1720; † 29. Dezember 1780)
    1. Friedrich Wilhelm Georg Karl Ludwig (* 30. August 1745; † 5. Oktober 1764)
    2. Karl II. Gustav Reinhard Waldemar (* 28. Juni 1747; † 7. Juni 1798), Graf zu Leiningen-Westerburg in Neuleiningen, ⚭ 18. Juli 1766 Philippine Auguste, Wild- und Rheingräfin zu Grumbach, Gräfin zu Salm (* 6. Februar 1737; † 2. April 1792)
      1. Ferdinand Karl III. (* 8. September 1767; † 26. November 1813), Graf zu Leiningen-Westerburg in Neuleiningen, ⚭ 1805 (geschieden 1805) Freiin Anna Maria Antonia von Syberg zu Sümmern (* 26. Februar 1783; † 21. Oktober 1827)
      2. Georg Wilhelm Christoph Ernst (* 27. Oktober 1768; X 28. September 1793 bei Charleroi)
      3. August Georg Gustav (* 19. Februar 1770; † 9. Oktober 1849), Graf zu Leiningen-Westerburg in Neuleiningen, ⚭ 1808 Charlotte Sophie Leopoldine Scholz von Schmettau (* 19. April 1790; † 5. März 1860)
      4. Christian Ludwig Alexander (* 6. April 1771; † 20. Februar 1819), ⚭ 8. April 1809 Gräfin Seraphina Franziska Maria Anna von Porcia (* 23. Oktober 1788; † 5. Dezember 1817)
        1. Seraphica Franziska Barbara Christina (* 4. Oktober 1810; † 11. November 1874)
        2. Christian Franz Seraph Vincenz (* 10. Februar 1812; † 1. Oktober 1856), Graf zu Leiningen-Westerburg in Neuleiningen

      5. Max Ludwig Heinrich Karl (* 25. Januar 1778; † 20. Februar 1778)
      6. Amalie Leopoldine (* 2. Oktober 1772; † 8. Juni 1812)
      7. Friederike Charlotte Elisabeth (* 1774; † 1775)

    3. Wilhelm Karl August (* 18. Mai 1750; † 11. Juli 1754)
    4. Heinrich Ernst Ludwig (* 7. Mai 1752; † 28. März 1799)
    5. Christian Ludwig (* 10. September 1758; X 13. September 1793)
    6. Georg Markus August (* 28. Februar 1761; † 30. September 1762)
    7. Elisabeth (* 15. Februar 1748)
    8. Margareta Luise Sophie Amalie (* 13. März 1754; † 9. Oktober 1755)

  4. Georg Ernst Ludwig (* 3. Mai 1718; † 24. Dezember 1765), ⚭ 1738 Gräfin Maria Luise von Wiser (* 10. April 1710; † 7. Mai 1773)
    1. Karl IV. Joseph Philipp Ludwig Ernst (* 13. August 1739; † 27. Juli 1797), Graf zu Leiningen-Westerburg in Neuleiningen, ⚭ 1782 Marie Friederike Wilhelmine Elisabeth Schmitthenner (* 22. Mai 1753; † 29. April 1828)
      1. Joseph Karl (* 14. August 1781)
      2. Bernhard Ludwig Philipp (* 9. Februar 1782)
      3. Georg Karl August (* 27. August 1789; † 17. März 1865), Graf zu Leiningen-Westerburg in Neuleiningen, ⚭ 1821 Elisabeth Theodori (* 15. September 1791; † 24. März 1859)
        1. August (* 5. November 1821; † 3. Dezember 1825)
        2. Wilhelm (* 16. Februar 1824; † 29. April 1887), Graf zu Leiningen-Westerburg in Neuleiningen, ⚭ 1861 Therese Flossmann (* 7. April 1842; † 19. Oktober 1918)
          1. Ludwig (* 27. März 1862; † 19. Januar 1871)
          2. Karl (* 8. April 1863; † 18. Januar 1941)
          3. Wilhelm (* 11. Mai 1875; † 8. September 1956), ⚭ 1912 Kreszentia Mühlbaur (* 1880)

        3. Thomas (* 30. Januar 1825; † 7. Juli 1887), ⚭ 1855 Josephine Spruner von Mertz (* 8. April 1835; † 5. November 1917)
          1. Karl Emich (* 15. September 1856; † 28. April 1906), ⚭ 1890 Magdalena Rogalla von Biberstein (* 1867; † 1940)
          2. Emich (* 14. November 1857; † 28. November 1857)

        4. Karoline (* 13. November 1822; † 13. Juli 1851), ⚭ 1843 Maximilian von Madroux († 13. März 1877)

      4. Karoline Friederike Christine (* 1783; † 1860), ⚭ I) 1808 Graf Thomas von Valenti († 1831), ⚭ II) 1832 Thomas von Stetten († 1849)
      5. Marie Luise Auguste (* 1785; † jung)
      6. Antonia Josephine (* 1791)

    2. Albrecht Theodor Franz (* 28. November 1743; † 10. Dezember 1770)
    3. Maximilian Ferdinand (* 10. April 1745; † 24. Oktober 1811)
    4. Augusta (* 30. August 1740; † 3. Februar 1741)
    5. Maria Anna (* 20. Oktober 1741; † vor 1835), ⚭ 1766 Graf Franz Friedrich zu Sayn-Wittgenstein-Vallendar († 1769)
    6. Franziska Amalie (* 6. Oktober 1742; † 25. Dezember 1770)
    7. Maria Theresia (* 21. Mai 1746; † 14. März 1814)
    8. Elisabeth Augusta (* 15. Februar 1748; † 11. März 1811), ⚭ 1778 Graf Johann Friedrich Ferdinand zu Pappenheim (* 16. Juli 1727; † 13. April 1792)

  5. Ferdinand Pollexius Heinrich (* 13. Januar 1720; † 3. Februar 1789)
  6. Georg Friedrich (* 17. Februar 1724; † 26. August 1724)
  7. Sophie Elisabeth (* 22. Januar 1712; † 9. März 1765), Nonne
  8. Amalie Magdalena (* 1713; † 1800), ⚭ 1744 Graf Vincenz Lerche († 1757)
  9. Friederike Georga Margareta Ulrike (* 10. Juli 1714; † 1. Februar 1797)
  10. Anna Augusta Sophie Katharina Luise (* 12. August 1722; † 12. Oktober 1764), ⚭ 1764 Konrad von Holstein († 23. März 1803)

### Ältere Linie Wied-Runkel
1. Dietrich IV. von Runkel († nach 22. Februar 1462), ab 1414 Erbamtmann von Andernach, um 1427 Herr von Runkel, ⚭ Anastasia von Isenburg-Wied († nach 27. März 1429), Gräfin von Wied, Mitherrin von Isenburg; → Vorfahren siehe oben
  1. Friedrich IV. († 31. August 1487), Erbamtmann von Andernach, 1454 Graf zu Wied, Herr von Braunsberg, Herr von Dierdorf, Mitherr von Isenburg ⚭ vor 19. November 1454 Agnes von Virneburg († 12. März 1478)
    1. Adam († vor 1483), ab 1472 Domherr in Köln, später Domherr in Trier
    2. Wilhelm III. († 1526) Graf zu Wied und Moers, Herr von Runkel und Isenburg, 1475 Domherr in Köln, ⚭ 1481 Gräfin Margareta von Moers († 1515)
      1. Anna (1500/1528 belegt), Erbin von Moers, ⚭ um 28. Juni 1518 Graf Wilhelm II. von Neuenahr († um 1553), Herr von Bedburg

    3. Johann III. (* 1485; † 28. Mai 1533) Graf zu Wied, Herr von Runkel und Isenburg, ⚭ 1. Februar 1506 Gräfin Elisabeth von Nassau-Dillenburg zu Vianden und Dietz (* 1. Dezember 1488 † 3. Juni 1559), Tochter von Graf Johann V. (Nassau) (1455–1516)
      1. Philipp († 1535), Graf zu Wied
      2. Johann IV. († 15. Juni 1581), 1525 Domherr in Köln, 1539–1542 Herr von Ollbrück, 1542 Graf zu Wied, Herr von Runkel, Dierdorf, Isenburg, Pfandherr von Altenwied ⚭ 13. April 1543 Gräfin Katharina von Hanau (1525–1581), Tochter von Graf Philipp II. (Hanau-Münzenberg) (1501–1529)
        1. Hermann I. († 10. Dezember 1591) 1581 Graf zu Wied etc. (mit Wilhelm IV.), ⚭ 20. April 1576 Gräfin Walpurga zu Bentheim und Steinfurt (* 24. Oktober 1555; † 9. April 1628)
          1. Johann Wilhelm „der Ältere“ (* 1579/80; † 12. Juni 1633), 1584–1595 Graf zu Wied etc. (mit Wilhelm IV.), 1595 Graf der „Niederen Grafschaft Wied“ (um Wied, Braunsberg und Isenburg), ⚭ um 1606 Gräfin Magdalena von Hardegg (* 1577 † 2. April 1657)
            1. Johann Wilhelm „der Jüngere“ (X 1632)
            2. Philipp Ludwig II. (* um 1610; † 16. Oktober 1638), Graf zu Wied (Niedere Grafschaft), ⚭ 25. April 1638 Gräfin Anna Amalie von Nassau-Dillenburg (* 1. November 1616; † 6. Juli 1649)
            3. Juliana Magdalena († jung)
            4. Johanna Walpurga († 1672)
            5. Amalia († jung)

          2. Hermann II. (* 15. April 1581; † 13. Oktober 1631), 1613 Graf zu Wied (Obere Grafschaft), ⚭ 1613 Gräfin Juliane Elisabeth zu Solms-Lich (* 24. März 1592; † 1649)
            1. Friedrich „der Ältere“ (* 16. November 1618; † 3. Mai 1698), 1631–1640 u. 1691–1692 Graf zu Wied (Obere Grafschaft), 1638–1698 Graf zu Wied (Niedere Grafschaft), ⚭ I) 1. März 1639 Gräfin Maria Juliana zu Leiningen-Westerburg (* 28. August 1616; † 16. Juli 1657), ⚭ II) 20. Oktober 1663 Gräfin Philippina Sabina zu Hohenlohe-Waldenburg-Schillingsfürst (* 26. Februar 1620; † 24. November 1681), ⚭ III) 12. September 1683 Gräfin Maria Sabina zu Solms-Hohensolms (* 29. Juli 1638; † 19. Januar 1685), ⚭ IV) 5. Juni 1686 Gräfin Konradine Luise zu Bentheim-Tecklenburg (* 28. April 1647; † 2. November 1705)
              1. Georg Hermann Reinhard (* 9. Juli 1640; † 7. Juni 1690), ⚭ I) 1670 Anna Trajectina von Brederode († 23. Februar 1672), ⚭ II) 1676 Gräfin Johanna Elisabeth zu Leiningen-Westerburg (* 27. Januar 1659; † 27. März 1708)
                1. Friedrich Wilhelm (* 1. Oktober 1678; † 1678)
                2. Johann Friedrich Wilhelm (* 30. März 1680; † 30. September 1699)
                3. Maximilian Heinrich Graf zu Wied (* 1. Mai 1681; † 19. Dezember 1706), ⚭ 29. August 1704 Gräfin Sophia Florentina zur Lippe-Detmold (* 8. September 1683; † 23. April 1758); → Nachfahren siehe unten, Jüngere Linie Wied-Runkel
                4. August (* 26. Juni 1683; † jung)
                5. Karl (* 21. Oktober 1684; † 21. Juni 1764), ⚭ 8. Februar 1707 Gräfin Charlotte Albertine zur Lippe-Detmold (* 14. Oktober 1674; † 13. Juli 1740)
                  1. Johann Wilhelm Karl (* 1709; † 1710)
                  2. Wilhelm Franz Friedrich Karl (* 1710; † 1711)
                  3. Franz Karl Christoph (* 17. Oktober 1711; † 5. September 1757), ⚭ 20. Oktober 1738 Judith Maria van Aylva (* 1698; † 22. Mai 1756)
                  4. Heinrich Georg Friedrich, Gouverneur von Mailand (* 19. Oktober 1712; † 23. Februar 1779)
                  5. Johann Ernst (* 1713; † 1715)
                  6. Karl Heinrich (* 13. August 1716; † 30. März 1783)
                  7. Friederike Amalie Sophie, Nonne in Herford (* 5. September 1708; † 17. August 1777)

                6. Christian (* 15. Oktober 1687; † 24. Mai 1754), ⚭ 2. November 1722 Gräfin Regina Justina von Auersperg (* 22. Dezember 1676; † 11. Juli 1749)
                7. Georg Wilhelm (* 12. Februar 1689; † 1689)
                8. Sophia Sabina (* 10. November 1677; † 17. Februar 1710), ⚭ 25. August 1698 Graf Georg Albrecht von Schönburg-Hartenstein (* 25. Mai 1673; † 15. August 1716)
                9. Wilhelmina Ernestina, Nonne in Quedlinburg (* 26. Mai 1682; † 24. Dezember 1754)
                10. Anna Sibylla (* 8. April 1686; † 13. Oktober 1722), ⚭ 28. August 1715 Graf Christian Sigismund von Wurmbrand-Stuppach (* 9. Oktober 1673; † 21. Juli 1737)
                11. Sophia Amalie (* 20. November 1690; † 25. November 1761), ⚭ 1713 Graf Christoph Heinrich von Stein († 1731)

              2. Ferdinand Franz (* 1641; † 3. Juli 1670), Kapitularherr in Köln und Straßburg
              3. Friedrich Melchior (* 1642; † Juni 1672), kurkölnischer Kommandant von Andernach
              4. Johann Ernst (* 1643; X 2. August 1664 bei St. Gotthard)
              5. Franz Wilhelm (* 1644; † 1664)
              6. Karl Christoph (* 1646; † 1. April 1650)
              7. Karl Ludwig (* 1654; † 17. Dezember 1673)
              8. Friedrich Wilhelm (* 15. November 1684; † 17. September 1737), 1698 Graf zu Wied-Neuwied (verminderte Niedere Grafschaft), ⚭ 24. August 1704 Luise Charlotte Burggräfin und Gräfin zu Dohna-Schlobitten (* 5. Januar 1688; † 25. Mai 1736); → Nachfahren siehe unten, Linie Wied-Neuwied
              9. Juliana Ernestina (* 1647; † 1672), ⚭ Ferdinand Herr zu Innhausen und Knyphausen († 1699)
              10. Maria Eleonore (* 1649; † um 1650)
              11. Sibylla Christina (* 1650; † 18. Juli 1710), ⚭ 1694 Graf Hannibal von Heister († 1719)
              12. Sophia Elisabeth (* 8. November 1651; † 1. März 1673), ⚭ 13. November 1669 Graf Georg Wilhelm zu Sayn-Wittgenstein-Berleburg (* 28. September 1636; † 25. Mai 1684)
              13. Charlotte (* 17. April 1653; † 1653)
              14. Ernestina (* 1654; † vor 16. März 1723), ⚭ nach 1672 Freiherr Albrecht Jobst von Eberswein
              15. Franziska Erdmanna (* und † 1655)
              16. Sibylla Elisabeth (* 1657; † 1680)

            2. Moritz Christian (* 10. Januar 1620; † 25. Januar 1653), 1640 Graf zu Wied (Obere Grafschaft), ⚭ 1642 Gräfin Katharina Juliane von Hanau-Münzenberg (* 17. März 1604; † 28. Dezember 1668)
              1. Marie Belgica Charlotte (* 1645; † 1661)

            3. Hermann (* 2. Juni 1621; † 17. Mai 1651)
            4. Johann Ernst (* 1. Mai 1623; † 7. Juli 1664), 1653 Graf zu Wied (Obere Grafschaft), ⚭ 1. Mai 1652 Gräfin Hedwig Eleonore von Everstein († 5. Januar 1679)
              1. Ludwig Friedrich (* 1. April 1656; † 1. November 1709), 1664–1692 Graf zu Wied (Obere Grafschaft), ⚭ (I) 1675 Gräfin Salome Sophie Ursula von Manderscheid-Blankenheim (* 1659; † 29. Juni 1678); ⚭ (II) 13. Juni 1679 Gräfin Dorothea Amalie von Nassau-Idstein (* 25. März 1661 † 1. Januar 1740), Tochter von Graf Johann (Nassau-Idstein) (1603–1677)
              2. Juliana Margareta (* und † 1657)

            5. Ferdinand Wilhelm Ludwig (* 3. März 1626; † nach 6. August 1633)
            6. Wilhelm Ludwig (* 19. Februar 1630; † 29. Juli 1664)
            7. Walpurga Magdalena, Dekanissin in Herford (* 29. Mai 1614; † April 1674)
            8. Johannetta Maria (* 7. August 1615; † 1715), ⚭ um 1650 Graf Ludwig Albert zu Sayn-Wittgenstein-Neumagen (* 8. September 1617; † 22. Oktober 1664)
            9. Anna Sophia (* 3. September 1616; † 1694), ⚭ um 1640 Gustav Gustavson Graf von Wasaborg (* 24. Mai 1616 † 25. Oktober 1653)
            10. Amoena Amalie (* 1. Februar 1618; † 7. Juli 1680), ⚭ 1. April 1641 Graf Ludwig Christoph zu Solms-Lich (* 6. Oktober 1618 † 27. Januar 1650)
            11. Luise Juliana (* 16. August 1624)
            12. Dorothea Sabina (* 17. Juli 1627; † 22. April 1633)
            13. Elisabeth Katharina (* 1. Dezember 1628; † um 1649), ⚭ 1649 Freiherr Johann Wilhelm von Palant-Breitenbend († 1654)
            14. Sibylle Christina (* 1. April 1631; † 1. Oktober 1707), ⚭ 1651 Graf Johann Ludwig zu Leiningen-Westerburg († 18. April 1665)

          3. Johann Kasimir († 1595), Domherr in Straßburg
          4. Philipp Ludwig I. Graf zu Wied († 2. August 1633), ⚭ Weilburg 11. März 1616 Gräfin Ernestine von Nassau-Ottweiler (* 24. März 1584 † 20. Oktober 1665)
          5. Juliana († 1604), ⚭ 1602 Maximilian Marschall von Pappenheim († 1639)
          6. Anna, Nonne in Herford 1602
          7. Agatha Katharina († nach 16. August 1628)
          8. Anna Amalie, ⚭ 1625 Freiherr Matthias Heinrich von Kainach († 1643)
          9. Emilia († 1629), ⚭ 1628 Wilhelm Wanieczky († 1643)

        2. Wilhelm IV. (* 1560; † 1. September 1612) 1581–1595 Graf zu Wied (mit Hermann I. bzw. Johann Wilhelm „dem Älteren“), 1595 Graf der „Oberen Grafschaft Wied“ (um Runkel und Dierdorf), ⚭ 1. Februar 1582 Gräfin Johanna Sibylla von Hanau-Lichtenberg (* 6. Juli 1564 † 24. März 1636)
          1. Juliana, ⚭ 18. Mai 1634 Graf Ludwig IV. zu Löwenstein-Wertheim († 24. August 1635)
          2. Elisabeth (* 24. August 1593; † 15. Juni 1635), ⚭ 13. September 1614 Graf Philipp Reinhard I. zu Solms-Hohensolms-Lich (1593–1635)
          3. Philippina Katharina Walpurgis († 1647), ⚭ 29. Oktober 1611 Graf Christoph zu Leiningen-Westerburg (* 30. September 1575 † 1635)
          4. Maria Anna Magdalena, ⚭ 1628 Freiherr Adolf von Wylich
          5. Aemilia
          6. Johannetta

        3. Juliana (* 1545; † 30. April 1575), ⚭ 30. August 1569 Herzog Reichard (Pfalz-Simmern-Sponheim) (1521–1598)
        4. Magdalena († 13. Oktober 1606), ⚭ 1571 Graf Sigismund II. zu Hardegg auf Glatz und im Machlande († 1599)
        5. Katharina (* 27. Mai 1552; † 13. November 1584), ⚭ 18. Februar 1572 Graf Philipp V. (Hanau-Lichtenberg) (* 21. Februar 1541; † 2. Juni 1599)
        6. Anna († 1590), ⚭ nach 19. Juli 1571 Freiherr Johann Wilhelm von Rogendorf (* 1531; † 1590)
        7. Agnes († 1. Mai 1581), ⚭ 1573 Gottfried Schenk von Limpurg († 16. April 1581)

      3. Friedrich (* um 1507; † 23. Dezember 1568), Erzbischof von Köln (1562–1568)
      4. Magdalena († 23. Mai 1572), Äbtissin von Elten
      5. Margarete († 5. August 1572), ⚭ (I) 29. September 1523 Graf Bernhard von Bentheim († 4. Mai 1528); ⚭ (II) 19. Februar 1534 Graf Arnold von Manderscheid-Blankenheim (* 14. November 1500; † 6. Mai 1548)
      6. Walpurga († 3. Oktober 1578), ⚭ 22. Januar 1528 Graf Ludwig zu Stolberg-Wernigerode (* 12. Januar 1505; † 1. September 1574)
      7. Agnes († 3. April 1588), ⚭ (I) um 1540 Graf Kaspar von Mansfeld zu Hinterort († 26. Oktober 1542); ⚭ (II) 1545 Graf Friedrich Magnus I. (Solms-Laubach) (1521–1561)
      8. Genovefa († Stolberg 26. Juni 1556), ⚭ 28. Februar 1546 Graf Wolfgang zu Stolberg-Wernigerode (* 1. Oktober 1501; † 8. März 1552)
      9. Maria († 15. März 1563), ⚭ 22. Juni 1554 Christoph III. Schenk zu Limpurg († 3. September 1574)
      10. Elisabeth († Ronneburg 24. Juli 1542), ⚭ 1522 Graf Anton von Isenburg-Büdingen zu Ronneburg (* 1501; † 1560)

    4. Dietrich († 1507), Domherr in Trier und Köln, Dechant in St. Gereon zu Köln
    5. Hermann (* 14. Januar 1477; † 15. August 1552), Erzbischof von Köln (1515–1546)
    6. Friedrich († 1551), Bischof von Münster
    7. Genovefa († vor 1488)
    8. Johanna († 1506/1529), ⚭ um 1493 Graf Gerhard III. von Sayn in Hachenburg († 26. Januar 1506)

  2. Dietrich V. von Runkel († 1484), Herr zu Runkel
  3. Wilhelm von Runkel († 25. Dezember 1489), Herr von Runkel, ab 1454 Mitherr von Isenburg, ⚭ 1454 Irmgard von Rollingen († 1514)
    1. Anastasia († vor 24. April 1503), 1492–1503 Mitherrin von Isenburg, ⚭ 1492 Graf Heinrich VIII. von Waldeck († 28. Mai 1513)
    2. Margareta († 1547), ⚭ 26. September 1499 Johann von der Mark, Herr zu Lummen († 14. August 1519)

  4. Johann († 28. Mai 1521), 1485 Herr von Runkel
  5. Agnes († nach 1481), ⚭ Gottfried XI. von Eppenstein-Münzenberg († 1466)
  6. Gertrud, Äbtissin von Gerresheim (1462–1465)
  7. Jutta († um 1471), ⚭ 2. August 1463 Graf Wilhelm III. von Limburg, Herr zu Broich († 14. September 1473)
  8. Magdalena, Nonne in Elten 1480

#### Jüngere Linie Wied-Runkel
1. Maximilian Heinrich Graf zu Wied (* 1. Mai 1681; † 19. Dezember 1706), ⚭ 29. August 1704 Gräfin Sophia Florentina zur Lippe-Detmold (* 8. September 1683; † 23. April 1758); → Vorfahren siehe oben, Ältere Linie Wied-Runkel
  1. Johann Ludwig Adolf Graf zu Wied (* 30. Mai 1705; † 18. Mai 1762), ⚭ I) 14. August 1726 Gräfin Christina Luise von Ostfriesland, Erbin von Criechingen, Rollingen etc. (* 1. Februar 1710; † 12. Mai 1732), ⚭ II) 1733 Gräfin Amalie Luise zu Sayn-Wittgenstein-Sayn (* 1702; † 1737)
    1. Karl Ludwig (* 21. Februar 1728; † 31. August 1752)
    2. Christian Ludwig (* 2. Mai 1732; † 31. Oktober 1791), 1791 Fürst zu Wied, ⚭ 23. Juni 1762 Gräfin Charlotte Sophie Auguste zu Sayn-Wittgenstein-Sayn (* 14. Juli 1741; † 4. Juni 1803)
      1. Karl Ludwig Friedrich Alexander Fürst zu Wied (* 29. September 1763; † 9. März 1824), ⚭ 4. September 1787 Fürstin Karoline Luise Friederike von Nassau-Weilburg (* 14. Februar 1770; † 8. Juli 1828)
      2. Friedrich Heinrich Wilhelm Ludwig (* 28. März 1765; † 17. Mai 1765)
      3. Friedrich Ludwig Fürst zu Wied (* 29. Januar 1770; † 28. April 1824)
      4. Wilhelm Ludwig (* 27. Februar 1772; † 11. Oktober 1772)
      5. Christian Friedrich Ludwig (* 9. Oktober 1773; † 21. Januar 1811)
      6. Wilhelm Ludwig (* 14. September 1778; † 6. Januar 1783)
      7. Wilhelmine Luise (* 13. Dezember 1774; † 11. September 1775)

    3. Maximilian Ludwig (* 1734; † 1771)
    4. Franz Ludwig (* 1735; † 1791)
    5. Elisabeth (* 21. Dezember 1728; † 7. Mai 1729)
    6. Sophie Henriette Amalie (* 22. Februar 1731; † 24. Februar 1799), ⚭ 1752 Graf Leopold Ferdinand von Schwerin († 18. November 1757)
    7. Luise (* 1736), ⚭ 1769 Johann Gotthard Herr
    8. Friederike Luise (* und † 1737)

  2. Karl Wilhelm Alexander Emil (* 19. Juni 1706; † 30. November 1771)

#### Linie Wied-Neuwied
1. Friedrich Wilhelm (* 15. November 1684; † 17. September 1737), 1698 Graf zu Wied-Neuwied, ⚭ 24. August 1704 Luise Charlotte Burggräfin und Gräfin zu Dohna-Schlobitten (* 5. Januar 1688; † 25. Mai 1736); → Vorfahren siehe oben, Ältere Linie Wied-Runkel
  1. Johann Friedrich Alexander Christian 1. Fürst zu Wied (* 18. November 1706; † 7. August 1791), Graf von Isenburg, Herr von Runkel, 29. Mai 1784 Fürst zu Wied, ⚭ 2. Januar 1739 Karoline Burggräfin von Kirchberg (* 19. Oktober 1720; † 19. Januar 1795)
    1. Friedrich Karl 2. Fürst zu Wied (* 25. Dezember 1741; † 1. März 1809), ⚭ 26. Januar 1766 Gräfin Marie Luise Wilhelmine zu Sayn-Wittgenstein-Berleburg (* 13. Mai 1747; † 15. November 1823)
      1. Klemens Karl Friedrich Ludwig Wilhelm (* 21. Dezember 1769; † 2. April 1800)
      2. Christian Friedrich (* 8. März 1775; X 27. Juli 1800)
      3. Johann August Karl 3. Fürst zu Wied (* 26. Mai 1779; † 21. April 1836), ⚭ 11. Juni 1812 Sophie Auguste zu Solms-Braunfels (* 24. Februar 1796; † 23. Januar 1855)
        1. Wilhelm Hermann Karl 4. Fürst zu Wied (* 22. Mai 1814; † 5. März 1864), ⚭ 20. Juni 1842 Prinzessin Marie von Nassau-Weilburg (* 29. Januar 1825; † 24. März 1902)
          1. Wilhelm Adolph Maximilian Carl 5. Fürst zu Wied (* 22. August 1845; † 22. Oktober 1907), ⚭ 18. Juli 1871 Prinzessin Marie von Nassau-Weilburg (* 5. Juli 1841; † 22. Juni 1910)
            1. Wilhelm Friedrich Hermann Otto Karl 6. Fürst zu Wied (* 27. Juni 1872; † 18. Juni 1945), ⚭ 29. Oktober 1898 Prinzessin Pauline von Württemberg (* 19. Dezember 1877; † 7. Mai 1965)
              1. Hermann Wilhelm Friedrich Erbprinz zu Wied (* 18. August 1899; X 5. November 1941), ⚭ 29. April 1930 Gräfin Maria Antonia zu Stolberg-Wernigerode (* 6. Februar 1909; † 24. Januar 2003)
                1. Friedrich Wilhelm Heinrich Konstantin 7. Fürst zu Wied (* 2. Juni 1931; † 28. August 2000), ⚭ I) (ziv) 31. August 1958 (rel) 9. September 1958 (geschieden 1962) Guda zu Waldeck und Pyrmont (* 22. August 1939), ⚭ II) (ziv) 14. Juli 1967 (rel) 15. Juli 1967 Sophie Charlotte Fürstin zu Stolberg-Stolberg (* 4. Oktober 1943)
                  1. Johann Friedrich Alexander Hermann Josias Wilhelm Erbprinz zu Wied (* 29. September 1960)
                  2. Friedrich August Maximilian Wilhelm Carl 8. Fürst zu Wied (* 27. Oktober 1961; † 12. März 2015), ⚭ Birstein 25. April 1998 Isabelle von Isenburg (* 26. April 1973)
                    1. Franz Alexander Friedrich Wilhelm Maximilian 9. Fürst zu Wied (* 10. August 1999)
                    2. Franz Alexander Heinrich Konstantin Friedrich-Wilhelm (* 12. Juni 2001)
                    3. Marie Elisabeth (*/† Neuwied 29. März 2003)
                    4. Anastasia Isabelle Luise (* 2. November 2004)

                  3. Christina Elisabeth Sophie Wilhelmine Friederike (* 9. Juni 1970), ⚭ 8. Juni 1996 Wolf-Eckart Freiherr von Gemmingen-Hornberg (* 21. Oktober 1959)
                  4. Wolff-Heinrich Friedrich Wilhelm Ello (* 12. Februar 1979)

                2. Metfried Alexander Wilhelm Friedrich (* 25. April 1935; † 24. Mai 2024), ⚭ (ziv) 12. Februar 1968 (rel) 14. Februar 1968 Felicitas Freiin von der Pahlen (* 31. Dezember 1948)
                  1. Friedrich Christian Hermann Wilhelm Alexis (* 5. August 1968), ⚭ (ziv) 28. Juni 2002 (rel) 29. Juni 2002 Sibylle Garbe (* 29. Juni 1972)
                    1. Ferdinand Constanrin Georg Friedrich Wilhelm (* 9. Oktober 2003)
                    2. Friedrich Conrad Leopold Gunter Wilhelm (* 7. Januar 2006)
                    3. Friedrich Carl Metfried Alexander Wilhelm (* 20. Mai 2007)
                    4. Friedrich Christian Franz Gustav Wilhelm Ulrich (* 17. September 2010)

                  2. Magnus Alexander Wilhelm Friedrich (* 6. Juni 1972), ⚭ (ziv) 23. September 2005 (rel) 2. Oktober 2005 Marie-Therese Schroth (* 8. Februar 1977)
                    1. Sidonie Eva Katharina Marie-Therese (* 28. Dezember 2008)
                    2. Charlotte Millicent Marie Antonie Felicitas (* 14. Dezember 2010)

                3. Wilhelmine Friederike Elisabeth Henriette Anastasia Osterlind (* 8. April 1939), ⚭ 7. September 1964 Werner von Klitzing (* 3. August 1934)

              2. Dietrich Wilhelm Friedrich Karl Paul (* 30. Oktober 1901; † 8. Januar 1976), ⚭ 8. Juli 1928 Julie Gräfin Grote (* 9. Oktober 1902; † 17. Februar 1988)
                1. Wilhelm Friedrich Otto Hermann Maximilian (* 30. Mai 1929)
                2. Wilhelm Friedrich Ulrich (* 12. Juni 1931; † 12. September 2010 Rottach-Egern ), ⚭ 2. Dezember 1968 Ilke Fischer (* 9. Dezember 1936)
                  1. Wilhelm Friedrich Ulrich (* 26. Juni 1970), ⚭ 1. Juli 2000 Clarissa Elizabeth Makepeace-Massingham (* 8. Juli 1971)
                    1. Wilhelm Friedrich Ulrich Maximilian Georg (* 9. Mai 2001)
                    2. George Edward August Wilhelm (* 7. März 2004)
                    3. Philipp Ulrich Edward Albrecht Wilhelm (*Cropthorne, Pershore 3. Juni 2010)

                  2. Wilhelmine Friederike Pauline Elisabeth Marie (* 27. Dezember 1973), ⚭ 11. November 1993 (rel) 12. November 1993 Friedrich Herzog von Württemberg (* 1. Juni 1961; † 9. Mai 2018)

                3. Wilhelm Friedrich Paul Christoph Victor (* 24. August 1936; † 24. April 1937)
                4. Wilhelm Friedrich Dietrich Ludwig-Eugen (* 27. August 1938; † 11. Mai 2001), ⚭ (ziv) 30. Mai 1966 (rel) 8. Juni 1966 Helga Gemeinert (* 7. Mai 1940)
                  1. Wilhelm Friedrich Dietrich Ludwig Karl Edzard (* 16. Januar 1968)

            2. Wilhelm Alexander Friedrich Carl Hermann (* 28. Mai 1874; † 15. Januar 1877)
            3. Wilhelm Friedrich Heinrich Prinz zu Wied, 1914 Fürst von Albanien, (* 26. März 1876; † 18. April 1945), ⚭ 30. November 1906 Sophie von Schönburg-Waldenburg (* 21. Mai 1885; † 3. Februar 1936)
              1. Karl Viktor Fürst zu Wied, Fürst von Albania (* 19. Mai 1913; † 8. Dezember 1973), ⚭ 8. September 1966 Eileen Johnston (* 3. September 1922; † 1. September 1985)
              2. Marie Eleonore Elisabeth Cecilie Mathilde Lucie Fürstin zu Wied, Fürstin von Albania (* 19. Februar 1909; † 29. September 1956), ⚭ I) 16. November 1937 Fürst Alfred von Schönburg-Waldenburg (* 30. Oktober 1905; X 10. März 1941), ⚭ II) 5. Februar 1948 Jon Bunea (* 13. November 1899)

            4. Wilhelm Friedrich Adolf Hermann Viktor (* 7. Dezember 1877; † 1. März 1946), ⚭ 6. Juni 1912 Gisela Gräfin zu Solms-Wildenfels (* 30. Dezember 1891; † 20. August 1976)
              1. Marie Elisabeth Charlotte Sophie Anna Pauline Luise Solveig (* 14. März 1913; † 30. März 1985)
              2. Benigna-Viktoria Ingeborg Anna Wilhelmine (* 23. Juli 1918; † 16. Januar 1972), ⚭ 19. Dezember 1939 Ernst Hartmann Freiherr von Schlotheim (* 27. Dezember 1914; † 31. Oktober 1952)

            5. Wilhelmine Friederike Auguste Alexandrine Marie Elisabeth Luise (* 24. Oktober 1880; † 29. August 1965)
            6. Wilhelmine Auguste Friederike Marie Louise Elisabeth (* 28. Januar 1883; † 14. November 1938)

          2. Otto Nikolaus (* 22. November 1850; † 18. Februar 1862)
          3. Pauline Elisabeth Ottilie Luise (* 29. Dezember 1843; † 2. März 1916), ⚭ 15. November 1869 Prinz Karl Eitel Friedrich von Hohenzollern-Sigmaringen, als Karl I. König von Rumänien (* 27. April 1839; † 10. Oktober 1914)

        2. Otto Friedrich Albrecht (* 30. September 1818; † 19. Mai 1835)
        3. Luitgarde Wilhelmine Auguste (* 4. März 1813; † 9. Juni 1870), ⚭ 11. September 1832 Graf Otto zu Solms-Laubach (* 1. Oktober 1799; † 22. November 1872)
        4. Luise Wilhelmine Thekla (* 19. Juli 1817; † 10. Januar 1867)

      4. Ludwig Georg Karl (* 31. Dezember 1780; † 14. November 1781)
      5. Maximilian Alexander Philipp (* 23. September 1782; † 3. Februar 1867), Entdecker und Naturforscher
      6. Heinrich Viktor (* 7. November 1783; X 28. Januar 1812)
      7. Karl Emil Friedrich Heinrich (* 20. August 1785; † 4. Oktober 1864)
      8. Maria Karoline Christiana (* 1. März 1771; † 14. Februar 1803)
      9. Luise Philippine Charlotte (* 11. März 1773; † 18. April 1864)
      10. Antoinette Charlotte Viktoria (* 11. Oktober 1776; † 26. Oktober 1777)

    2. Alexander August (* 18. März 1747; † 27. April 1750)
    3. Sophie Karoline (* 16. April 1740; † 1. Oktober 1742)

  2. Alexander Emil (* 26. September 1708; † 14. September 1709)
  3. Franz Karl Ludwig (* 10. Oktober 1710; † 8. Oktober 1765), ⚭ 1747 Sophia Luise Burggräfin und Gräfin zu Dohna-Carwinden (* 9. Oktober 1727; † 19. März 1749)
    1. Sophie Luise Leopoldine Karoline Amalie (* 19. Januar 1749; † 27. Juli 1749)